# Fläckkuskusar
Fläckkuskusar (Spilocuscus) är ett släkte pungdjur som tillhör familjen klätterpungdjur. För närvarande räknas fem arter till släktet.

## Systematik
Wilson & Reeder (2005) listar fyra arter i släktet och dessutom beskrevs 2008 en ny art:
- Fläckkuskus (Spilocuscus maculatus) lever på Nya Guinea, Moluckerna och i norra Queensland.
- Svartfläckig kuskus (Spilocuscus rufoniger) förekommer i norra Nya Guinea.
- Spilocuscus kraemeri är endemisk för ön Manus norr om Nya Guinea.
- Spilocuscus papuensis finns bara på den indonesiska ön Waigeo samt på västra Nya Guinea.
- Spilocuscus wilsoni hittas på öarna Biak och Supiori norr om västra Nya Guinea.

Tidigare räknades arterna till släktet kuskusar (Phalanger) men idag klassificeras de vanligen som självständigt släkte.

## Beskrivning
Som flera andra klätterpungdjur har fläckkuskusar en robust kropp. Pälsens färg varierar mellan de olika arterna. Hos vissa arter har bara hannar mörka fläckar på den vitaktiga pälsen och hos andra arter har båda kön fläckar. Ofta har ungdjur en annan pälsfärg än de vuxna individerna. Huvudet är jämförelsevis litet, öronen är små och ögonen stora. Kroppslängden (huvud och bål) ligger mellan 34 och 64 centimeter och därtill kommer en 32 till 59 centimeter lång svans. Vikten ligger mellan 2 och 7 kilogram. För övrigt skiljer sig fläckkuskusar i detaljer av skallens och tändernas konstruktion från andra klätterpungdjur.
Arterna lever i regnskogen eller i andra skogar på Nya Guinea och på närliggande öar samt på Kap Yorkhalvön i Australien. Individerna vistas i låglandet eller i låga bergstrakter som kan vara 820 m höga. De är aktiva på natten, lever i träd och kännetecknas av långsamma rörelser. Födan utgörs av frukter, blad och blommor.
Hannar är stridslystna när de träffas. Honor föder upp till tre ungar per kull men troligen överlever bara en av de till könsmognaden. En individ i fångenskap blev 11 år gammal.
Fläckkuskusar jagas för köttets skull och de hotas dessutom av skogsavverkningar. IUCN listar 2 arter som akut hotad (CR), Spilocuscus papuensis som sårbar (VU), Spilocuscus kraemeri som nära hotad (NT) och Spilocuscus maculatus som livskraftig (LC).